# Readlyn, Iowa
Readlyn là một thành phố thuộc quận Bremer, tiểu bang Iowa, Hoa Kỳ. Năm 2010, dân số của thành phố này là 808 người.

## Dân số
Dân số qua các năm:
- Năm 2000: 786 người.
- Năm 2010: 808 người.